# Agiommatus sumatraensis
Agiommatus sumatraensis är en stekelart som beskrevs av Crawford 1911. Agiommatus sumatraensis ingår i släktet Agiommatus och familjen puppglanssteklar. Inga underarter finns listade i Catalogue of Life.